# Karl Reinhardt (Mathematiker)
Karl August Reinhardt (* 27. Januar 1895 in Frankfurt am Main; † 27. April 1941 in Berlin) war ein deutscher Mathematiker.

## Leben und Wirken
Karl Reinhardt studierte ab 1913 an der Universität Marburg (neben Mathematik auch Physik, Chemie, Philosophie) und der Johann-Wolfgang-Goethe-Universität Frankfurt am Main, wo er 1918 bei Ludwig Bieberbach über ein Problem der Parkettierung promoviert wurde (Über die Zerlegung der Ebene in Polygone). Nach dem Nachruf von Maier war er auch Assistent von Hilbert in Göttingen im Ersten Weltkrieg, in dem er als Hilfslehrer arbeitete. Nach dem Lehramtsexamen war er Referendar in Frankfurt am Main und Privatlehrer, bevor er 1921 wissenschaftlicher Assistent und (Habilitation 1921, Über Abbildungen durch analytische Funktionen zweier Veränderlicher) Privatdozent an der Universität Frankfurt wurde. Er hatte nach einer Umhabilitation ab 1924 einen Lehrauftrag an der Universität Greifswald, wo er seit 1928 ordentlicher Professor war. Er starb krankheitsbedingt 1941.
1928 löste er Hilberts 18. Problem, ein Polyeder zu finden, aus dem der dreidimensionale Raum lückenlos aufgebaut werden kann und das nicht Fundamentalbereich einer Bewegungsgruppe ist. 1932 fand dann Heinrich Heesch eine solche Lösung auch für die Ebene.
Er befasste sich auch mit Funktionentheorie mehrerer Variabler und führte in seiner Habilitation 1921 Reinhardtsche Körper in zwei komplexen Dimensionen ein, geometrisch Kreiskörper im vierdimensionalen Raum. Er zeigte dann, dass das Analogon des Riemannschen Abbildungssatzes (analytische Abbildung auf Kreisbereiche in der Ebene) in einer komplexen Dimension in zwei komplexen Dimensionen nicht mehr existiert, sondern dass die auf Kreiskörper abbildbaren Bereiche sehr eingeschränkt sind.
Sein Student Heinrich Voderberg (1945 gefallen) fand in Form eines Neunecks eine Lösung zu einem Problem von Reinhardt (1934), dass dieser für unlösbar hielt: ebene Pflastersteine (geradlinig begrenzt) zu finden, die ein Loch umschließen in das ein oder zwei gleichartige (kongruente) Pflaster passen, und damit zusammenhängend die erste Spiralkachelung. Sein Doktorand Theodor Schmidt löste in seiner Dissertation 1933 eine Vermutung von Hermann Minkowski über die Ausfüllung n-dimensionaler euklidischer Räume durch Würfel für Dimensionen kleiner gleich acht (der allgemeine Fall wurde von György Hajós 1941 bewiesen).
Reinhardt war ein Kindheits-Freund von Wilhelm Süss und ermöglichte es diesem, sich bei ihm in Greifswald zu habilitieren (Süss war zu der Zeit in Japan) und Privatdozent zu werden.

## Schriften
- Methodische Einführung in die höhere Mathematik. Teubner 1934
- Zur Wahrscheinlichkeitsrechnung. Greifswald, Universitätsverlag L. Bamberg 1936
- Zur Behandlung der Integralrechnung auf der Schule. Greifswald, Universitätsverlag L. Bamberg